# Karl Helge Larsson
Karl Helge Agaton Larsson, född 25 oktober 1908 i Konga i Malmöhus län, död 13 augusti 1997 i Helsingborg, var en svensk målare och motorman.
Larsson studerade vid Helsingborgs konstskola och bedrev självstudier under resor till Irland och Spanien. Han medverkade ett flertal gånger i samlingsutställningen Kullakonst i Höganäs.   